# Galileo Global Education
Galileo Global Education ist ein französisches multinationales Bildungsunternehmen mit Sitz in Paris. 
Die 2012 gegründete Galileo Global Education (GGE) fokussiert auf private Hochschulbildung mit 45 Hochschulen und Akademien der Unternehmensgruppe, die sich auf mehr als 85 Campus in weltweit 13 Ländern verteilen, darunter AKAD, Paris School of Business (PSB), Regent’s University London, der Cours Florent in Frankreich, die Hochschule Macromedia sowie die PFH Private Hochschule Göttingen in Deutschland und das Nuova Accademia di Belle Arti in Italien. Über 120.000 Studierende sind an den Hochschulen der Gruppe eingeschrieben.
CEO des Unternehmens ist seit 2017 Marc-François Mignot Mahon. Sitz ist Paris; in Deutschland in München.